# Xestoleberis hawaiiensis
Xestoleberis hawaiiensis is een mosselkreeftjessoort uit de familie van de Xestoleberididae. De wetenschappelijke naam van de soort is voor het eerst geldig gepubliceerd in 1991 door Hartmann.